# Incêndio no Parque Estadual do Rio Doce em 1967
O incêndio no Parque Estadual do Rio Doce em 1967 foi um grande incêndio florestal que ocorreu no Vale do Rio Doce, localizado no estado de Minas Gerais, Brasil, na década de 1960. O Parque Estadual do Rio Doce (PERD), considerado como a maior reserva de Mata Atlântica do estado, conta com 35 976 hectares (h) segundo dados de 2019 — informações anteriores ao fogo davam conta que havia 30 mil hectares — distribuídos entre os municípios de Dionísio, Marliéria e Timóteo. Foi criado em 1944.
Em meados de setembro de 1967, durante uma seca prolongada, foi iniciado no parque um incêndio de causas desconhecidas que se estendeu por mais de um mês e consumiu 9 mil hectares da reserva, administrada pelo Instituto Estadual de Florestas (IEF). Doze pessoas morreram no combate às chamas, após combatentes liderados pelo sargento Agenor Almeida Costa serem cercados por uma linha de fogo no dia 18 de outubro, nas proximidades da Lagoa Dom Helvécio. Trata-se portanto do segundo maior incêndio florestal do Brasil em quantidade de vítimas fatais, perdendo apenas para o incêndio no Paraná em 1963, que deixou 110 mortos.
O fogo começou a ser controlado em 24 de outubro, depois de cerca de 30 quilômetros (km) de aceiros serem abertos, mas focos de incêndio continuaram ativos por pelo menos mais uma semana. Plantações na vizinhança e algumas habitações também foram atingidas. Apesar das dimensões da mata nativa destruída, as florestas da reserva não sofreram outro incêndio de grandes proporções e isso permitiu a regeneração natural da vegetação e do solo.

## Contexto
O Parque Estadual do Rio Doce está localizado no Vale do Rio Doce, leste de Minas Gerais, uma região que teve sua Mata Atlântica nativa severamente devastada devido à extração de madeira destinada a alimentar os fornos das indústrias locais e para ceder espaço às atividades agropecuárias e à monocultura de eucalipto, ao longo do século XX. A unidade ecológica foi criada com a intenção de resguardar o último grande remanescente de floresta nativa dessa área, sob esforços de Dom Helvécio Gomes de Oliveira, arcebispo de Mariana, do então governador Benedito Valadares e seu secretário da agricultura Israel Pinheiro. Sua fundação ocorreu mediante o decreto-lei nº 1 119 de 14 de julho de 1944. Em função da devastação das matas próximas a proteção do PERD foi reforçada em 1962, quando o Instituto Estadual de Floretas (IEF) assumiu a administração. Incêndios ocasionais aconteciam até então, mas a vigilância começou a ser intensificada e áreas desmatadas foram reflorestadas. Por outro lado, não havia precedentes de incêndio na escala alcançada em 1967.

## História

### Origem do incêndio

Homens combatem o incêndio no PERD manualmente. A escassez de equipamentos foi um dos fatores que contribuíram com a dimensão dos estragos.

Informações da época mostram que a causa exata da origem do fogo é desconhecida, porém as primeiras suspeitas remetiam ao lançamento de ponta de cigarro, queimada em algum pasto que alcançou a unidade de conservação, motivação proposital ou mesmo combustão espontânea por causa do calor, em meados de setembro de 1967. O major Vicente Rodrigues, comandante da Vigilância Rural, acreditava que a frente de fogo iniciada em Dionísio teria surgido por causa de ponta de cigarro deixada à beira de estrada, enquanto a frente na região da Fazenda Maringá, próxima ao rio Doce, na divisa entre Timóteo e Ipatinga, pode ter sido "sabotagem" por parte de contrabandistas de madeira, caçadores e pescadores revoltados com as fiscalizações policiais. Há menos de um ano havia sido proibido caçar e retirar madeira seca e a pesca foi restrita à Lagoa Dom Helvécio e aos finais de semana. Durante o incêndio uma pessoa foi detida ateando fogo na mata perto da Fazenda Maringá, porém não foram divulgados maiores detalhes. Mais tarde a hipótese de um cigarro foi depreciada pois o incêndio em Dionísio começou em meio à floresta. Recaíram suspeitas aos fornos de carvão próximos ao parque, que possivelmente soltaram faíscas. Segundo informações do Ministério do Meio Ambiente, o incêndio teria se iniciado com uma fogueira deixada por um turista.
Sabe-se ao certo que a região enfrentava uma seca prolongada e um período de altas temperaturas, o que contribuiu com o alastramento das chamas com ajuda do vento. Em uma estação pluviométrica operada pela Agência Nacional de Águas (ANA) em Coronel Fabriciano os únicos acumulados diários de precipitação acima de 3 milímetros (mm) no período de 21 de abril a 17 de novembro foram de 21 mm em 18 de maio e 11 mm em 14 de setembro, porém as precipitações estavam abaixo da média desde janeiro (a estação chuvosa vai de outubro a abril). Além disso, a equipe de vigilância do Parque Estadual do Rio Doce, formada por dez soldados, um cabo e o sargento Agenor Almeida Costa, era pequena em comparação à dimensão do parque. Se uma faísca iniciasse um incêndio em meio à mata dificilmente seria percebido de forma imediata, com tempo suficiente para proliferação de fogo.
A maior parte do fogo partiu das duas frentes citadas anteriormente. A primeira, originada perto de Dionísio, chegou a ser controlada por volta do dia 9 de outubro, mas quando estava quase extinta a segunda frente se iniciou próxima à Fazenda Maringá em 12 de outubro. Pouco depois uma nova frente voltou a ganhar intensidade perto de onde surgiu a primeira. Nesse momento a situação ficou muito pior, com o surgimento de outras linhas de incêndio, o aumento do calor e a intensificação dos ventos, proporcionando chamas que chegavam aos 40 metros de altura. Outra grande frente veio a surgir na região do córrego Limoeiro, em Timóteo. Em alguns momentos as labaredas avançavam a 20 quilômetros por hora.

### Agravamento e mortes

Casas e plantações destruídas pelo incêndio

A falta de pessoal capacitado e a ausência de equipamentos contribuíram com o aumento do incêndio. A maioria dos aceiros para impedir a propagação do fogo estavam sendo abertos com machados manuais e galhos de árvores. Cerca de 300 pessoas se empenharam no combate às chamas, a grande maioria de trabalhadores das empresas da região (Usiminas, Acesita e Belgo-Mineira). As empresas também temiam que as labaredas atingissem plantações de eucalipto e instalações de carvoarias que abastecem os fornos de seus complexos industriais. No entanto, ainda havia militares do Corpo de Bombeiros, Policia Militar e Vigilância Rural.
No dia 18 de outubro, o sargento Agenor, que passara três dias na mata fazendo aceiros na região de Dionísio, tentava retornar para casa depois de uma breve redução da atividade do fogo. Após percorrer 2 km em seu jipe, acompanhado do soldado Cirilo, localizou uma intensificação das chamas e com isso decidiu retornar para combatê-las. Agenor formou uma equipe de 12 combatentes, que se puseram a produzir um aceiro no local por volta das 13h30min; Cirilo saiu da área para convocar outros homens. Segundo relatos de José Lino, trabalhador da Companha Agrícola e Florestal (CAF) e único sobrevivente do grupo, o incêndio começou a avançar com rápida velocidade pouco depois, sem tempo suficiente para que todos evacuassem o local devidamente. A fumaça também fez com que os homens ficassem desorientados na fuga. Desse modo, onze morreram carbonizados na hora (incluindo o sargento Agenor), um faleceu devido aos ferimentos na madrugada do dia 20 e José Lino, mesmo ferido, sobreviveu por ter conseguido alcançar um bote na Lagoa Dom Helvécio. Dentre as vítimas fatais, além do sargento, estavam funcionários da CAF, subsidiária da Belgo-Mineira, e um guarda florestal.
No decorrer de 19 de outubro, o incêndio cresceu muito e na manhã do dia 20 as duas frentes de fogo somavam 30 km de extensão. As linhas chegaram aos 40 km, sendo 20 km cada uma. Também em 20 de outubro, uma equipe de 87 bombeiros de Belo Horizonte chegou à região para ajudar no combate. Entretanto, devido à ausência de equipamentos, os soldados não conseguiram atuar na área e retornaram para a capital mineira pouco tempo depois. Para os bombeiros envolvidos a única esperança, a essa altura, era que chovesse forte e havia o temor que toda a reserva fosse consumida. Os tenentes Campos e José Luis sugeriram ao major Vicente que tratores fossem utilizados, visto que a entrada na mata estava se tornando impossível. Em 21 de outubro o governador de Minas Gerais Israel Pinheiro sobrevoou a região, mas não conseguiu ver nada por causa da fumaça.

Veja bem. Agora que precisamos de chuva, não sabemos se ela virá. E a falta de chuva é causada justamente pela falta de florestas; E uma floresta está sendo queimada sem que ninguém possa fazer qualquer coisa.— Major Vicente Rodrigues, comandante da Vigilância Rural, para o Jornal do Brasil, 21 de outubro de 1967.

### Atenuação
Informações de 22 de outubro dão conta que as labaredas somavam 15 km de extensão, com homens trabalhando 18 horas por dia. As chamas começaram a ser controladas em 24 de outubro, após a abertura de cerca de 30 km de aceiros nas regiões da Lagoa Dom Helvécio, Fazenda Maringá e córrego Limoeiro por três equipes, com 30 trabalhadores da Companha Agrícola e Florestal cada, e o emprego de quatro tratores providenciados pelo capitão Manuel Pinheiro, da Patrulha Rural. Os aceiros formavam uma espécie de círculo que fez com que as linhas de fogo ficassem restritas a 15 mil hectares do Parque Estadual do Rio Doce, o equivalente a cerca de metade da reserva. Esse processo também protegeu grande parte das plantações de eucalipto, cerca de 20 mil hectares, porém existia o risco do fogo atingir áreas povoadas em Dionísio e Timóteo, caso o vento soprasse forte e constante por 48 horas seguidas. Apesar da mitigação do incêndio, ainda havia chamas em atividade nos últimos dias do mês, mas as notícias de novembro eram de que o fogo já estava cessado.

## Impactos

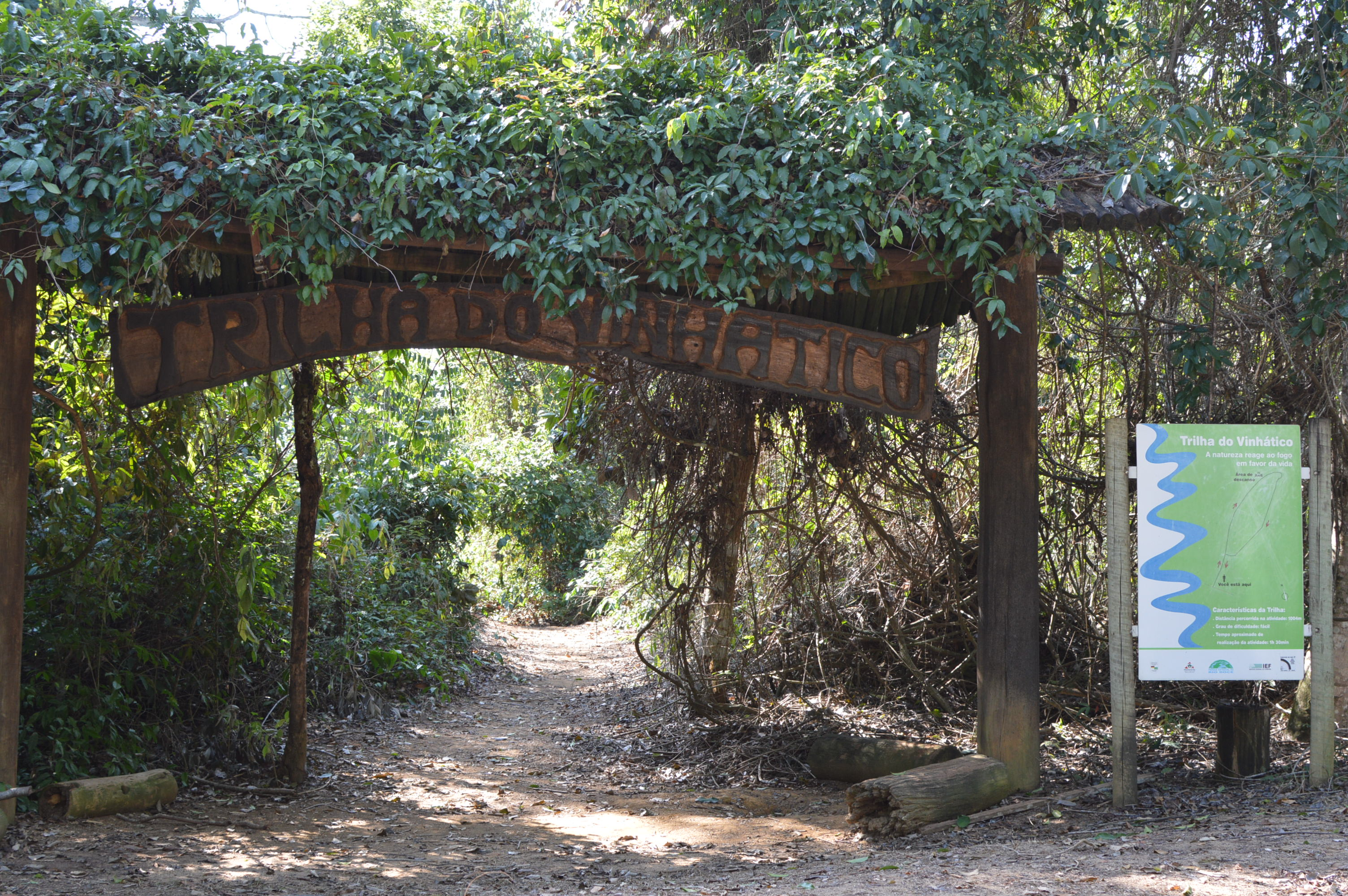
Trilha do Vinhático, que intercede área afetada pelo incêndio de 1967.

Além das 12 perdas humanas, o incêndio devastou aproximadamente 9 mil hectares do Parque Estadual do Rio Doce, o equivalente a um terço da reserva. Foram consumidos principalmente espécimes de peroba, jacarandá e ipês, bem como árvores centenárias e/ou que chegavam aos 30 metros de altura e Mata Atlântica nativa. Também foram queimados cerca de 30 hectares de plantações de eucalipto da CAF. Os prejuízos materiais foram de um bilhão e 500 cruzeiros "antigos", o que inclui a madeira perdida, plantações vizinhas e casas em povoados rurais. Em 1969 foi iniciado um processo de reforma e reestruturação do parque pelo governo estadual para ser aberto ao turismo, o que vinha sendo planejado desde antes do fogo.
As florestas do parque não sofreram outro incêndio de grandes proporções e isso permitiu a regeneração natural da vegetação e do solo. Sendo assim, o PERD continuou a ser a maior reserva de Mata Atlântica do estado e com significativa relevância em relação à conservação de recursos naturais regionais. Algumas trilhas abertas aos turistas passam por áreas afetadas pelo evento de 1967, como por exemplo a do Angico Vermelho e do Vinhático, e vestígios do desastre são percebidos apenas quando mostrados pelos guias. Embora o monitoramento contra fogo tenha sido intensificado ao longo dos anos, a reserva ainda não está totalmente resguardada de novas ocorrências. Em setembro de 1993, ocorreu um incêndio que atingiu cerca de 100 h de mata nativa em Timóteo. Entre os dias 20 e 24 de setembro de 2019, um incêndio consumiu 484,2 h do Parque Estadual do Rio Doce entre Marliéria e Timóteo.
Durante o incêndio de 1967 três inquéritos foram abertos: um policial-militar para averiguação da morte do sargento Agenor, um militar para apurar as mortes dos outros combatentes e outro para apuração das causas do fogo. O comandante Agenor Almeida Costa, falecido durante o combate às chamas, foi homenageado com a denominação dada ao 3º Pelotão de Meio Ambiente do Parque Estadual do Rio Doce, em Marliéria, que passou a ser chamado de Quartel Sargento Agenor de Almeida Costa em 21 de setembro de 2011. Na ocasião sua esposa Romilda Andrade Costa e familiares de outros combatentes também foram homenageados sob a presença da Banda de Música do 14º Batalhão de Polícia Militar.